# Chlorops corrugatus
Chlorops corrugatus är en tvåvingeart som beskrevs av Kanmiya 1978. Chlorops corrugatus ingår i släktet Chlorops och familjen fritflugor. Inga underarter finns listade i Catalogue of Life.